# Get Smarter in a Week
Get Smarter in a week is een Nederlands televisieprogramma van BNN dat van 7 mei tot 14 mei 2007 dagelijks werd uitgezonden, waarin Katja Schuurman onderzoekt of het mogelijk is om in één week slimmer te worden. Dit gebeurt door vragen, voedzaam eten, spelletjes en het internet.

## Deelnemende BN'ers
- Cas Jansen
- Manuëla Kemp
- Miljuschka Witzenhausen
- Willie Wartaal